# Maria Beig
Maria Beig, geb. Hund (* 8. Oktober 1920 in Senglingen; † 3. September 2018 in Friedrichshafen), war eine deutsche Schriftstellerin. Sie galt als „Stimme Oberschwabens“.

## Leben
Maria Beig entstammte einer bäuerlichen Großfamilie. Sie besuchte die Volksschule und die Frauenarbeitsschule. Ab 1936 absolvierte sie am Hauswirtschaftlichen Seminar des Pädagogischen Instituts in Kirchheim/Teck eine Ausbildung zur Hauswirtschafts- und Handarbeitslehrerin. Von 1941 an wirkte sie als Lehrerin in Schulen bei Heilbronn, auf der Schwäbischen Alb und in Friedrichshafen, wo sie lange Zeit lebte und im September 2018 im Alter von 97 Jahren starb. 1954 heiratete sie; 1958 wurde ihre Tochter geboren. Im Jahre 1977 ging sie in den vorzeitigen Ruhestand und begann, sich ihren Traum vom Bücherschreiben zu erfüllen. Zuletzt lebte sie in Immenstaad am Bodensee.

## Künstlerisches Schaffen
Maria Beig war die Verfasserin von Romanen und Erzählungen, die vorwiegend das Leben der bäuerlichen Bevölkerung in ihrer oberschwäbischen Heimat schildern. Mit ihrer durchweg nüchternen Darstellungsweise und ihrem absichtsvoll simplen Stil galt sie seit ihrem Debüt, dem Familienroman Rabenkrächzen, als eine Art episches Naturtalent. Besonders gefördert wurde sie von Martin Walser, was auch dazu führte, dass einige ihrer Bücher in den 1980er-Jahren in Lizenz beim Suhrkamp Verlag erschienen, wodurch sie einem breiteren Publikum bekannt wurde. Für Walser war sie der Mittelpunkt der „drei oberschwäbischen Marien-Heiligen der Literatur“ – gemeint sind neben Beig die Dichterin Maria Menz und die Schriftstellerin Maria Müller-Gögler.
Im Nachwort zu Rabenkrächzen schrieb Walser über Maria Beig: „Literarisch kommt mir das, was Maria Beig geschrieben hat, vor, wie etwas, was auf der Wiese gewachsen ist, während wir anderen Schreibenden alle im Garten wachsen müssen. Der Unterschied ist der zwischen Gartensalbei und Wiesensalbei, der zwischen Gartenakelei und Wiesenakelei. In Duft und Feuer.“
Beigs Buch Ein Lebensweg wurde im Juni 2009 auf den ersten Platz der SWR2 Bestenliste gewählt. Die Jury lobte das Buch als „eine Art Befreiungsliteratur“.
In der Festschrift zu Beigs 90. Geburtstag schrieb Arnold Stadler: „aus der Heimat, das heißt, aus dem Inneren von etwas heraus, über das wir nicht verfügen, von dem wir nicht ohne weiters ‚mein‘ sagen können, da ist es her, was von Maria Beig kommt. Von weit her, geht es ganz nah.“

## Werke
- Rabenkrächzen. Jan Thorbecke Verlag, Sigmaringen 1982
  - als Suhrkamp-Taschenbuch, Frankfurt am Main 1983, ISBN 3-518-37411-7
- Hochzeitslose. Jan Thorbecke Verlag, Sigmaringen 1983
  - als Suhrkamp-Taschenbuch, Frankfurt am Main 1985, ISBN 3-518-37663-2
  - Lost Weddings. Übersetzt ins Amerikanische von Peter Blickle und Jaimy Gordon. Persea Books, 1990
- Hermine. Ein Tierleben. Sigmaringen 1984
  - Hermine: An Animal Life. Übersetzt ins Amerikanische von Jaimy Gordon. 2005
- Aus Oberschwaben. Freiburg im Breisgau 1985 (zusammen mit Rupert Leser)
- Urgroßelternzeit. Sigmaringen 1985
- Minder oder Zwei Schwestern. Sigmaringen 1986. Als Suhrkamp-Taschenbuch, Frankfurt am Main 1989, ISBN 3-518-38109-1
- Die Ruferin. Bergen (Niederlande) 1987
- Kuckucksruf. Sigmaringen 1988
- Die Törichten. Sigmaringen 1990
- Jahr und Tag. Sigmaringen 1993
- Töchter und Söhne. Sigmaringen 1995
- Annas Arbeit. Sigmaringen 1997
- Treppengesang. Stuttgart 2000
- Buntspechte. Stuttgart 2002
- Ein Lebensweg. Klöpfer & Meyer, Tübingen 2009, ISBN 978-3-940086-29-7

Werkausgabe:
- Maria Beig. Das Gesamtwerk. 5 Bände. Klöpfer & Meyer, Tübingen 2010 (hrsg. von Peter Blickle und Franz Hoben), ISBN 978-3-940086-81-5.

## Auszeichnungen und Ehrungen
- 1983 Alemannischer Literaturpreis[8]
- 1990 Verdienstmedaille des Landes Baden-Württemberg
- 1996 Literaturpreis der Stadt Stuttgart
- 2004 Johann-Peter-Hebel-Preis[9]